# Иванова-Васильева, Надежда Владимировна
Надежда Владимировна Иванова-Васильева (? — 1971?) — женщина, выдававшая себя за чудом спасшуюся великую княжну Анастасию Николаевну. Подлинное имя и происхождение неизвестны. Согласно следственным документам, родилась в Санкт-Петербурге, около 1901 года, покончила с собой в тюремной больнице на о. Свияжске около 1971 года.

## Появление
Неизвестная, около 30 лет по внешнему виду, бедно одетая и изможденная, появилась в церкви Вознесения на Семеновском кладбище в Ленинграде в 1934 году. Во время исповеди священнику Ивану Синайскому она назвалась Анастасией Николаевной Романовой, младшей дочерью Николая II. В документах упоминается, что к священнику направил её иеромонах Афанасий (Александр Иваньшин), позже выдавший свою подопечную властям. Позже, во время допроса о. Иван уверял, что сравнив её лицо с фотографиями Анастасии в старых газетах, он был поражён «значительным сходством».
Иеромонах с самого начала предпринимает большие усилия, пытаясь помочь неизвестной. За 75 рублей он покупает ей паспорт на имя Надежды Владимировны Ивановой-Васильевой; и далее в её судьбе принимают участие также прихожанки храма Куликова, Кузнецова и Макеечева и ещё около 15 человек, в документах не названных, — ей предоставляется пища и ночлег, а также собирается сумма около 1000 рублей.
Неизвестная уезжает в Ялту, с твёрдым намерением при первой же возможности отбыть за границу, но вскоре иеромонах Афанасий, попавший в застенки НКВД, предает свою подопечную и 11 сентября 1934 года выдается официальный ордер на её арест n 284.

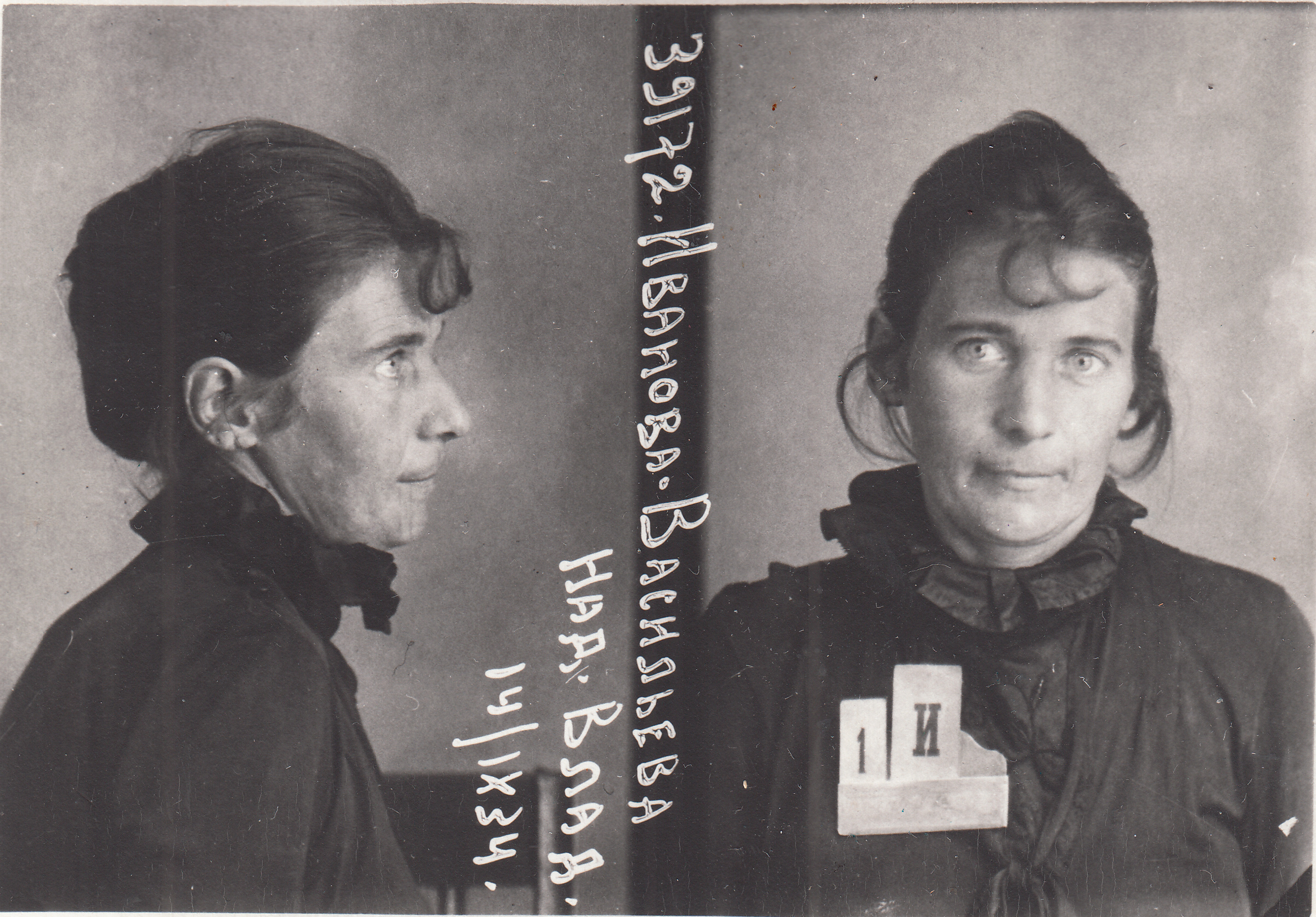
фотография из следственного дела

В нём среди прочего сообщалось следующее:
В процессе следствия по делу контрреволюционной церковно-монархической организации выяснилось, что в начале 1934 года в городе Москве нелегально проживала неизвестная женщина 30 лет, которая выдавала себя за дочь бывшего царя Николая II – великую княжну Анастасию Николаевну Романову. При активном содействии привлекаемого к ответственности по вышеупомянутому делу иеромонаха Афанасия – Иваньшина Александра Маковеевича упомянутая самозванка получила фиктивный паспорт на имя Ивановой-Васильевой Надежды Владимировны, причём при его же содействии было собрано ей до тысячи рублей денег и она была направлена в более безопасное место – в Крым, г. Ялта, где и проживает по настоящее время, поддерживая тесную связь с Иваньшиным. В последних своих письмах «Иванова-Васильева» просила Иваньшина выслать ей значительную сумму денег ввиду намерения уехать за границу.

На основании изложенного «Иванова-Васильева» Надежда Владимировна, 30 лет, проживающая: г. Ялта, ул. Войкова, дом 3, кв. 23 подлежит аресту и привлечению к ответственности по ст. 58 п.10 и 11 УК.

## Дальнейшая жизнь
Надежда Васильева была арестована 11 сентября 1934 года в Ялте и отправлена в Москву. Вместе с ней по обвинению в создании «контрреволюционной монархистско-церковной организации» арестованы иеромонах Афанасий и священник Иван Синайский, и прихожане церкви Кузнецова и Марков, активно помогавшие неизвестной. Их дело вслед за делом самой Надежды Васильевой рассматривало особое Совещание при НКВД. Кузнецова, Марков, священник Иван Синайский и иеромонах Афанасий приговорены к ссылке на пять лет в Северный край, Куликова — к трехлетней ссылке в Казахстан — приговор очень по тем временам мягкий. На первых допросах, проведенных оперуполномоченным 3-го отдела СПО НКВД МО Козиным назвалась Анастасией Николаевной Романовой, указала, что не имеет семьи или имущества, и работает преподавателем иностранного языка.
Её подвергли медицинскому освидетельствованию. Эксперт-психиатр НКВД профессор Краснушкин Е. К. отметил в своем отчете, что
…гражданка Иванова-Васильева Надежда Владимировна, 33 лет… обнаруживает явные симптомы панической болезни в форме паранойи, выражающейся в систематизированном бреде величия и преследования. Как душевнобольная, хроническая и представляющая опасность для общества, она подлежит направлению в гражданскую психиатрическую больницу на принудительное лечение.
Профессора Института имени Сербского Введенский и Бунеев позднее подтвердили диагноз. При медицинском осмотре обнаружилось, что оба плеча пациентки покрыты многочисленными рубцами от огнестрельных ран.
После краткого пребывания в гражданской психиатрической клинике, Надежда Васильева была заключена в психиатрический диспансер тюремного типа в Казани, где прожила до 1956 года, когда Московский суд не принял решение о снятии с принудительного лечения и отправке опять же в гражданскую клинику, а через три года — в клинику для хронических больных с психиатрическими диагнозами на остров Свияжск. Там больная вскоре скончалась, отказавшись от еды и медикаментов.
Сохранились несколько её писем, направленных из психиатрической больницы Екатерине Павловне Пешковой, жене Алексея Максимовича Горького,
Глубокоуважаемая Екатерина Павловна! Я еще раз обращаюсь и прошу Вас, пожалуйста, прислать мне 15 рублей денег. Я умираю с голода... Службы и той не могу никак получить. На меня смотрят как на вредного элемента, противящегося советской власти.
Екатерина Павловна, работавшая в то время в Красном Кресте, не оставила эти письма без внимания. В деле Надежды Васильевой сохранились отметки о присылке небольших денежных сумм, продуктов, одежды.
Ещё одно письмо с просьбой о помощи было написано на немецком языке. Оно было адресовано Грете Янсен, в шведское посольство, однако же, осталось в истории болезни.
Любимая моя Гретти!

Будучи больна, я не в силах переносить страдания, я рассказала врачу все обстоятельства моей прошлой жизни, переписки с Вырубовой А. Г. в 1934 году, и про высланные ей мои фотографические карточки Очень прошу документально подтвердить истинность моего «я» и передать дяде Георгу в Англию, что я не в силах больше страдать и прошу взять меня к себе. Любящий друг Анастасия.

## «Чудесное спасение» по версии Надежды Васильевой
В ответ на неизбежный вопрос, как ей удалось спастись из подвала Ипатьевского дома, Надежда Васильева рассказывала, что её, тяжело раненую в голову и обе руки, в платье, засыпанном известью, сумел вытащить из груды тел красный командир Николай Владимиров. Ей пришлось долго лечиться, и затем скрываться до 1920 года, затем при отступлении адмирала Колчака вместе со своим спасителем они попытались добраться до китайской границы, были схвачены в Иркутске, и затем много лет кочевали из тюрьмы в тюрьму. На допросах Надежда Васильева называла Александровский централ, «Кресты», Бутырку и Соловецкие острова. Её спаситель, Николай Владимиров, как видно, умер в тюрьме, ей же удалось спастись, по собственным словам, в 1930 году познакомиться с Анной Акимовной Зиминой, а после выхода на свободу в ноябре 1933 года — через неё — с Анной Даниловной Кузнецовой, якобы имевшей знакомых в шведском посольстве. Та якобы передала Васильевой, а через несколько дней Кузнецова принесла ей продукты и пару ботинок.
Далее Кузнецовой удалось якобы передать в посольства для отправки дипломатической почтой письма на имя английского короля Георга V и великого князя Кирилла Владимировича. Письма эти содержали просьбы помочь с выездом за границу и устроиться на новом месте. Далее, по рассказу Васильевой, ей назначила встречу Грета Янсен, сотрудница посольства. Они увиделись возле Художественного театра через несколько дней, причём Янсен пригласила Надежду Васильеву и сопровождавшую её Анну Кузнецову к себе на квартиру, и долго расспрашивала о жизни царской семьи, взяла с собой письма на имя Анны Вырубовой, а также передала ей несколько платьев и деньги.
Позже они виделись ещё несколько раз: Васильеву якобы пригласили в посольство, ещё несколько раз передавали деньги — и, в конечном итоге, ответ Анны Вырубовой, в котором та просила выслать ей фотографии претендентки.
Вскоре после этих событий Надежда Васильева уехала в Ялту.

## Споры вокруг личности претендентки
Дело Надежды Владимировны Ивановой-Васильевой после её смерти было определено в архив, где его в 2004 году сумела найти журналистка Е. Светлова, напечатавшая в газете «Культура» очерк о ней под названием «Дело о мертвой царевне». Материал немедленно обратил на себя внимание, так как в это время уже были найдены тела царской семьи — причём в могиле в Ганиной Яме отсутствовали трупы цесаревича Алексея и одной из великих княжон. По официальной версии, отсутствовала великая княжна Мария, но ввиду того, что в с начала XX века успело появиться около 30 лжеанастасий, немедля пошли слухи, что спастись удалось именно ей, и что одна из претенденток все-таки была «настоящей».
Сторонники тождества Надежды Васильевой с великой княжной отмечали, что она помнила мельчайшие подробности расстрела, такие например, что царь и наследник стояли, женщины — сидели на специально принесенных стульях, что король Георг потребовал для себя доски из пола Ипатьевского дома, и что во время переездов дети болели — обо всем этом не сообщалось в газетах.
Была даже проведена попытка наложить сохранившиеся фотографии великой княжны и Надежды Васильевой, причём желающие пришли к триумфальному выводу о их полном антропометрическом совпадении, забывая, что похожие изыски с тем же результатом были проведены для другой известной претендентки — Анны Андерсон.
Указывалось, что на всех рисунках Надежды Васильевой, сохранившихся в её личном деле, великая княжна Анастасия изображалась в жемчужном ожерелье и бриллиантовой диадеме, украшениях, которые великие княжны получали к совершеннолетию.
Противники в свою очередь ссылаются на то, что великая княжна никогда не говорила по-немецки, язык, которым в совершенстве владела Надежда Васильева, её воспоминания не совпадают с отчетами Якова Юровского, рассказывавшем, что наследник в последние дни из-за травмы колена не мог ни ходить, ни стоять, и в подвал его нёс на руках отец, а также, что во всех своих письмах и воспоминаниях она упорно звала Анну Вырубову «Анной Георгиевной» несмотря на то, что настоящее отчество фрейлины — Александровна.
Последнюю точку в этом деле поставила находка тел цесаревича Алексея и великой княжны Марии а также генетическая экспертиза, проведенная в Англии и США. «Недостающих» среди расстрелянных Романовых не оказалось.